# Taifa de Orihuela
La taifa de Orihuela era un emirato (taifa) en la región de Valencia, en el sur de España. La ciudad de Orihuela (árabe: Uryulah) fue la capital de la taifa.

## Historia
La taifa era un reino medieval moro. Tuvo un período de corta duración independiente, existió probablemente desde 1239 hasta 1249.

## Lista de emires

### Dinastía Islamid
- Abu Jafar Ibn Isam: siglo XIII
- Abu al-Hasam Ibn Abu Jafar: ?-1249/50
  - Conquitada por el reino de Castilla en 1249.